# Canadian Screen Awards
I Canadian Screen Awards (noto anche in francese come Les prix Écrans canadiens) sono premi assegnati annualmente dall'Academy of Canadian Cinema & Television, che riconoscono l'eccellenza nel cinema canadese, nella televisione in lingua inglese e nelle produzioni multimediali digitali. I nuovi premi sono stati presentati per la prima volta nel 2013 in seguito alla fusione dei Gemini Awards e dei Genie Awards, anch'essi assegnati dall'Academy of Canadian Cinema & Television. Sono considerati i maggiori premi e riconoscimenti audiovisivi conferiti in Canada.